# 1593 en musique classique
| \| • Retour à la chronologie générale de la musique classique • \| |
| Grèce • Rome • Haut Moyen Âge • VIIIe siècle • IXe siècle • Xe siècle • XIe siècle XIIe siècle • XIIIe siècle • XIVe siècle • XVe siècle • XVIe siècle • XVIIe siècle XVIIIe siècle • XIXe siècle • XXe siècle • XXIe siècle |
| • Retour à la chronologie générale de la musique classique • |

| Années en musique classique : 1590 - 1591 - 1592 - 1593 - 1594 - 1595 - 1596    |
| Décennies en musique classique : 1560 - 1570 - 1580 - 1590 - 1600 - 1610 - 1620 |

## Événements
- 23 juin : Truid Aagesen est nommé organiste de la cathédrale Notre-Dame à Copenhague.
- Canzonette a 3 voci: libro I d'Alessandro Orologio, publié à Venise.

## Naissances

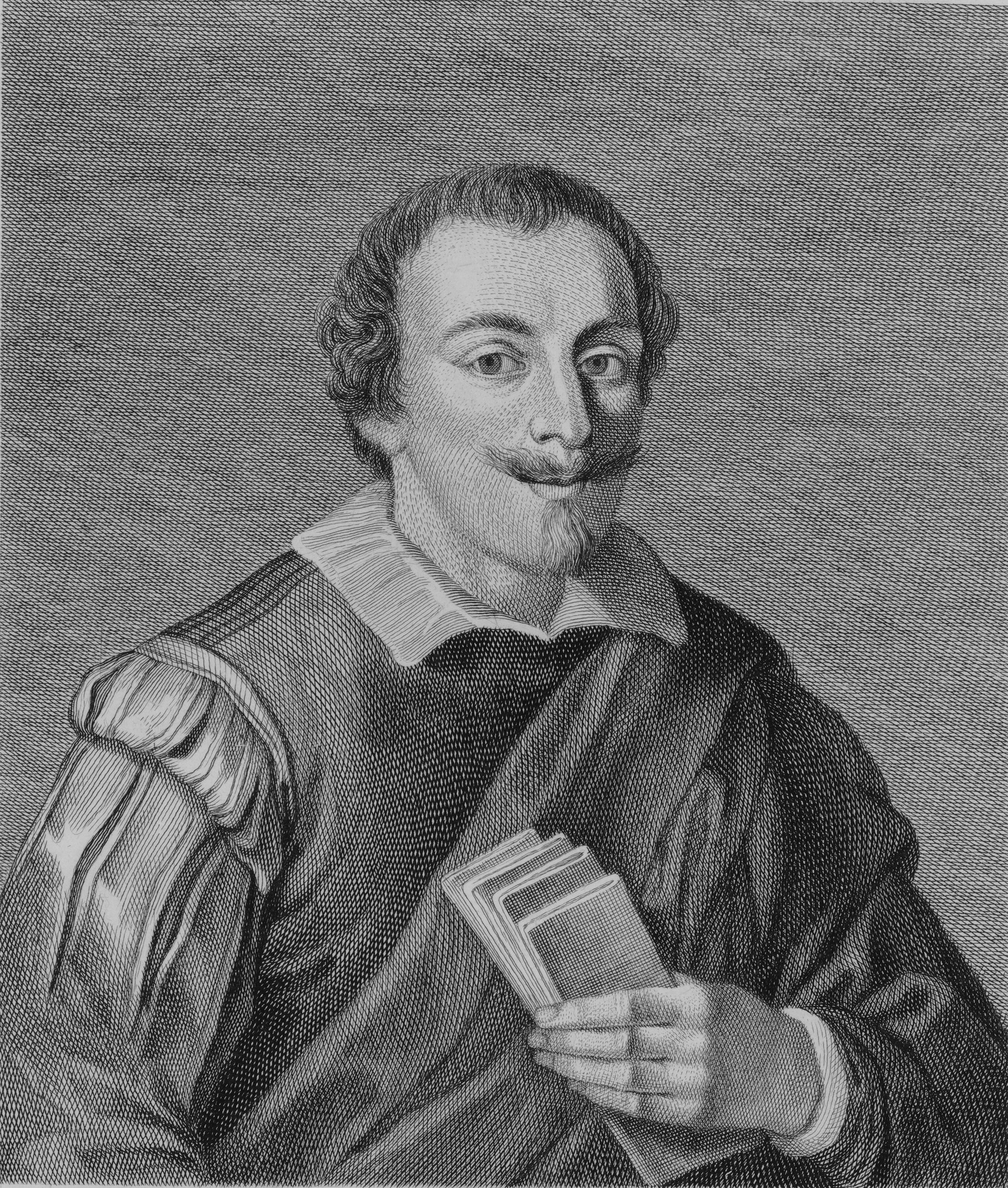
Giovanni Battista Doni

- 22 mars : Johann Ulrich Steigleder, compositeur et organiste allemand († 10 octobre 1635).
- Giovanni Battista Doni, théoricien de la musique italien († 1637).
- Guilielmus Munninckx, compositeur flamand († 1652).

## Décès
- Nicolao Dorati, compositeur italien (né vers 1513).